# Schillerwasser

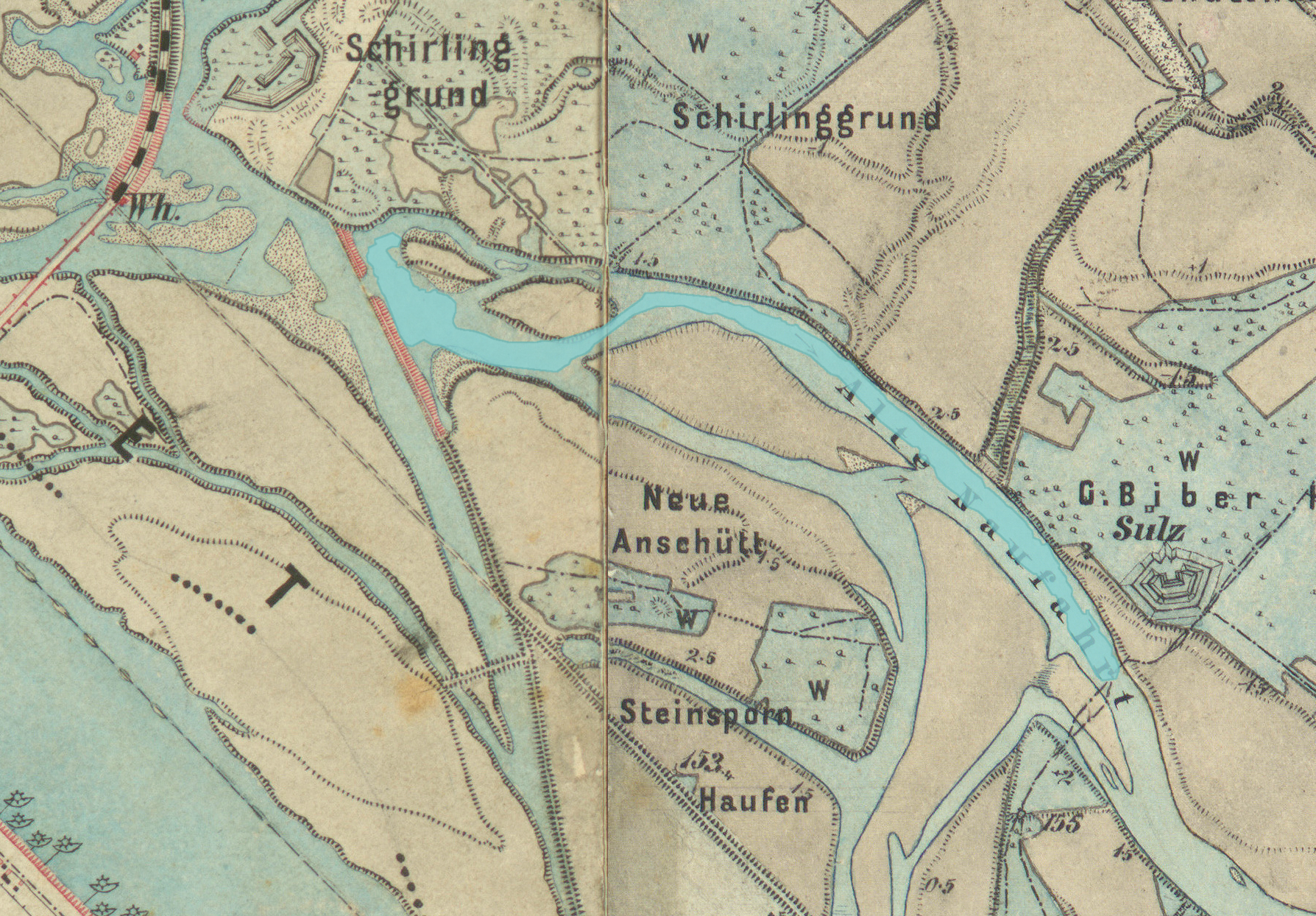
Landkarte von 1873, heutige Lage des Schillerwassers farblich markiert

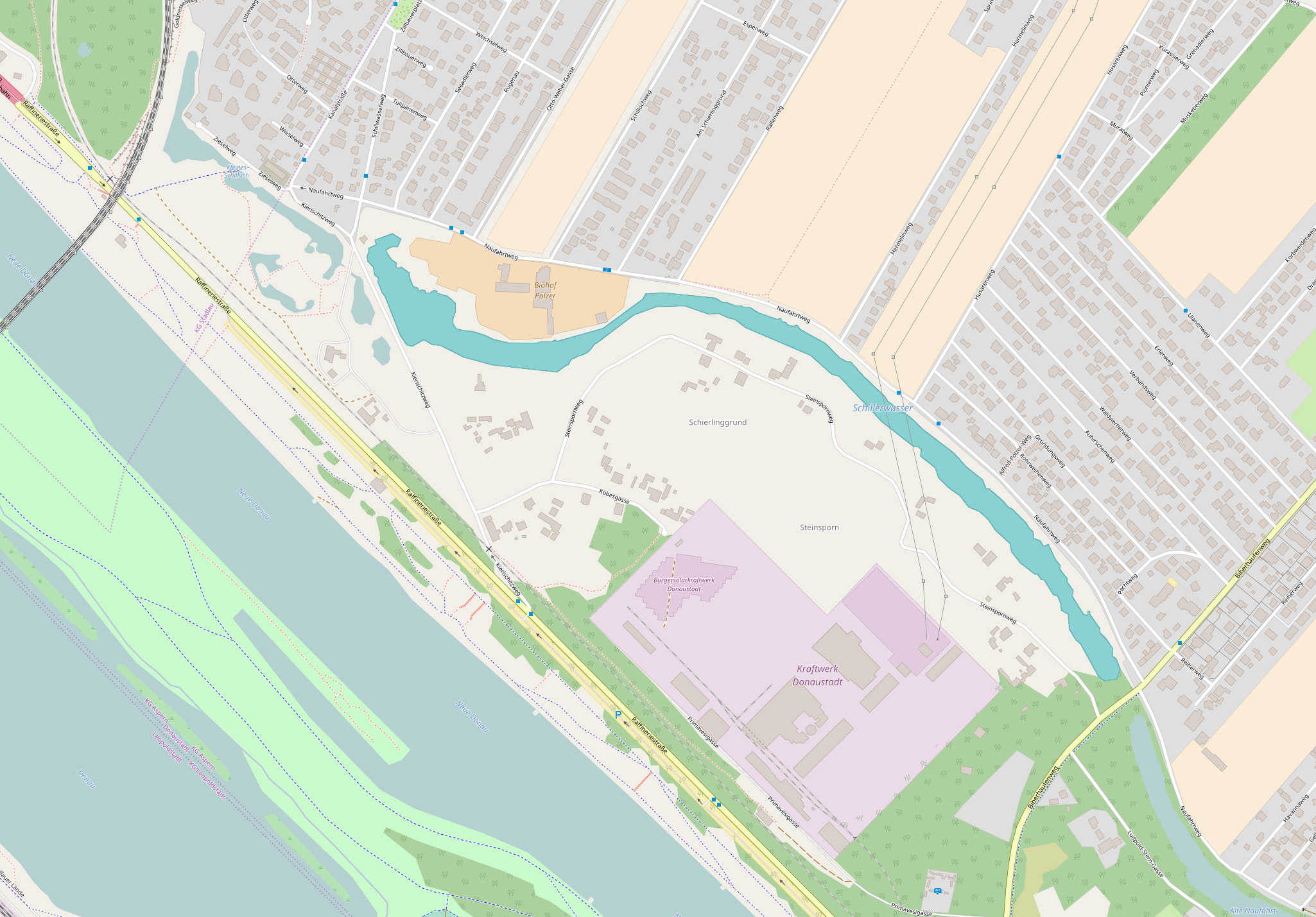
Schillerwasser und Umgebung

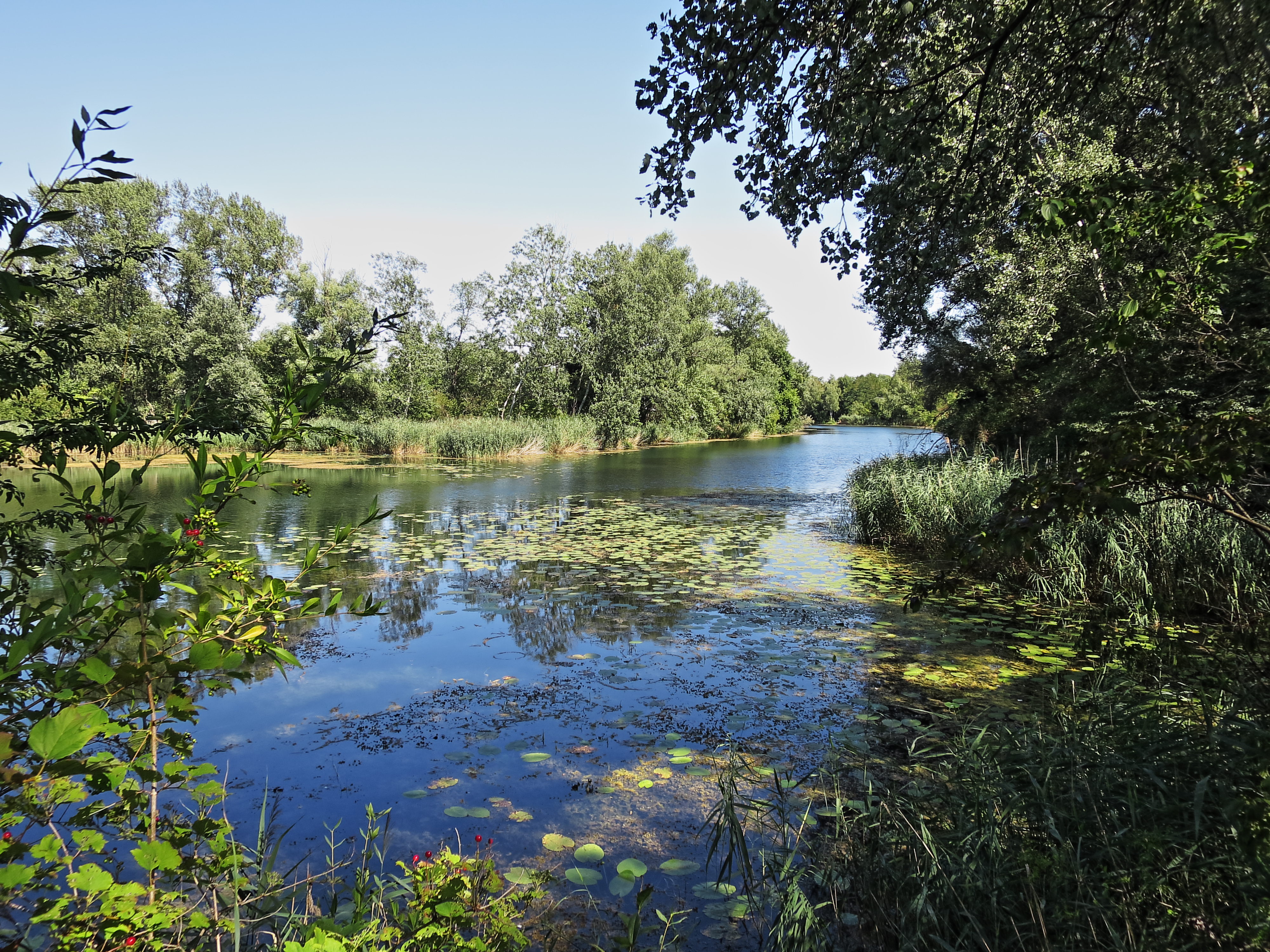
Üppige Wasservegetation

Das Schillerwasser ist ein 1400 Meter langer und bis zu 96 Meter breiter Altarm der Donau im 22. Wiener Gemeindebezirk Donaustadt.

## Lage
Das Schillerwasser liegt im Süden des Donaustädter Bezirksteils Aspern, nördlich des Dampfkraftwerks Donaustadt. Das langgestreckte Gewässer wird im Westen vom Kierischitzweg und im Südosten vom Biberhaufenweg begrenzt. Der Großteil des nordöstlichen Ufers liegt am Naufahrtweg. Nordwestlich des Schillerwassers befindet sich das Kleine Schilloch und südöstlich die Alte Naufahrt, beide sind ebenfalls Donau-Altarme und mit dem Schillerwasser über Durchlässe verbunden.

## Geschichte
Ursprünglich war diese Gegend eine Aulandschaft, durch die verschiedene Arme der damals noch unregulierten Donau flossen. Durch die von 1870 bis 1875 durchgeführte Wiener Donauregulierung wurden die vom neuen Flussbett abgetrennten Donauarme zu großteils stehenden Gewässern. Die nach der Regulierung noch miteinander verbundenen Gewässer wurden im Zuge der Besiedlung der Gegend voneinander abgetrennt. Ein Damm im Verlauf des heutigen Kierischitzwegs trennte Anfang des 20. Jahrhunderts das Schillerwasser, das damals noch Alte Naufahrt hieß, von dem westlich gelegenen Kleinen Schilloch. Am heutigen südöstlichen Ende des Schillerwassers befand sich mit dem Werk 30 der Abschluss einer aus 30 Schanzen bestehenden Verteidigungslinie, die 1866 während des Preußisch-Österreichischen Kriegs errichtet wurde. Der Ausbau des an dieser Schanze vorbeiführenden heutigen Biberhaufenwegs trennte schließlich das Schillerwasser von der südöstlich gelegenen Alten Naufahrt.
Mitte des 20. Jahrhunderts war das Große Schilloch, das heute das westliche Ende des Schillerwassers bildet, durch Verlandung von diesem getrennt. Erst durch Baggerungen in der zweiten Hälfte des 20. Jahrhunderts wurden die beiden Gewässer wieder vereint. Anfang der 1970er Jahre wurde bei der Brücke im Verlauf des Biberhaufenwegs, die das Schillerwasser und die Alte Naufahrt voneinander trennt, eine Sohlenbaggerung durchgeführt, um den Hochwasserabfluss zu verbessern. Seit 1979 bzw. 1982 befinden sich am Schillerwasser in der Nähe der Kreuzung Naufahrtweg und Husarenweg zwei Grundwassermessstellen des Hydrographischen Dienstes. Um ein weiteres Absinken der Wasserstände der Donau-Altarme in dieser Gegend zu verhindern und den Grundwasserspiegel zu heben, wurde in den 1980er Jahren im Rahmen eines wasserwirtschaftlichen Versuchsprogramms damit begonnen, Wasser aus der Neuen Donau in das Schillerwasser einzuleiten.
Heute ist das Schillerwasser ein von der Stadt Wien gelisteter Naturbadeplatz. Das Revier Schillerwasser des Verbands der Österreichischen Arbeiter-Fischerei-Vereine umfasst auch die angrenzenden Gewässer. Da der Großteil des Ufers steil oder mit Röhricht verwachsen ist, wird das Schillerwasser zwar von Anglern, aber nur selten von Badegästen frequentiert, weshalb die Messungen der Wasserqualität 2016 eingestellt wurden. Bei einer Messung im August 2015 hatte das Schillerwasser eine ausgezeichnete Badewasserqualität und eine Sichttiefe von 1,2 Metern.

## Namensherkunft
Der Name des Schillerwassers ist auf die Fischart Zander (auch Schill genannt) zurückzuführen, die hier seit langem vertreten ist und auch geangelt wird. Auch die Namen des Schillwassers und des Großen Schillochs, aus denen das heutige Schillerwasser besteht, des Kleinen Schillochs sowie des Schillwasserwegs und des Schillochwegs gehen auf den Schill zurück. Wann und warum sich der Name Schillwasser zu Schillerwasser geändert hat, ist nicht bekannt. 

## Flora und Fauna

### Wasservegetation
Im Schillerwasser kommen folgende Wasserpflanzen vor:
- Quirliges Tausendblatt (Myriophyllum verticillatum)
- Ähriges Tausendblatt (Myriophyllum spicatum)
- Gelbe Teichrose (Nuphar lutea)
- Weiße Seerose (Nymphaea alba)
- Laichkräuter (Potamogeton)
- Submerse Form des Pfennigkrauts (Lysimachia nummularia)
- Schilfrohr (Phragmites australis)
- Breitblättriger Rohrkolben (Typha latifolia)
- Gewöhnliche Teichbinse (Schoenoplectus lacustris)
- Sumpf-Schwertlilie (Iris pseudacorus)

### Fischarten
Im Angelrevier Schillerwasser kommen folgende Fischarten vor:
- Aal (Anguilla)
- Barsch (Perca fluviatilis)
- Brachse (Abramis brama)
- Hecht (Esox lucius)
- Karpfen (Cyprinus carpio)
- Laube (Alburnus alburnus)
- Rotauge (Rutilus rutilus)
- Rotfeder (Scardinius erythrophthalmus)
- Schied (Leuciscus aspius)
- Schleie (Tinca tinca)
- Wels (Silurus glanis)
- Zander (Sander lucioperca)